# أوكساندرولون
أوكساندرولون (بالإنجليزية: Oxandrolone)‏ هو دواء يُستعمل في علاج:
- فشل النمو[8]

## دوره
يلعب هذا الدواء دورًا في علاج الأمراض كونه:
- أندروجين